# 松智洋
松 智洋（まつ ともひろ、男性、1972年10月13日 - 2016年5月2日）は、日本の小説家、ライトノベル作家。本名は成松 孝洋（なりまつ たかひろ）。既婚。

## 人物
福岡県出身。小説家としては2008年10月、スーパーダッシュ文庫より『迷い猫オーバーラン!』でデビューした。以後、かなりのハイペースで作品を精力的にリリースしていた。各年の作品刊行数としては2008年に2冊、2009年から2013年に各6冊の刊行数となっている。この刊行ペースについては『パパのいうことを聞きなさい!』第2巻刊行時における、集英社スーパーダッシュ文庫担当編集者へのインタビュー記事においても「『迷い猫オーバーラン!』の時には（隔月刊で1年間6冊という）地獄の?スケジュールで執筆をお願いしていた。筆力の大変高い作家さんです」との趣旨で評されている。同インタビュー記事では「（2009年11月から2010年3月までの）5か月間で4冊の執筆依頼は申し訳なかったのに、その合間にドラマCDや特典小説も手がけられている」との趣旨で松の仕事ぶりについて触れている。また松自身も「（2012年1月頃の）アニメ『パパのいうことを聞きなさい!』放送中で大変多忙だった時期に、執筆のためカンヅメになっていた際の気分転換として『オトメ3原則!』を書いた」と自らのワーカーホリックぶりについて述べている。
有限会社クリエイターズプロデュースユニットゴー 代表取締役副社長 (初代) 。有限会社StoryWorks 代表取締役社長 (2003年10月-2016年4月) 、取締役会長 (2016年4月-2016年5月) 。
作家活動とは別に、高校時代からコミックマーケットのスタッフとして同人活動もしており、40周年史『40th COMIC MARKET CHRONICLE』では、前代表の米澤嘉博の急逝から現共同代表の安田かほる・筆谷芳行・市川孝一への体制移行の舞台裏をまとめたルポルタージュ『代表が代わった日』を寄稿している。
2016年5月2日、肝臓癌により43歳で死去した。松の遺作になった『メルヘン・メドヘン』は、遺稿をStoryWorksが引き継いだ。

## 作品リスト

### 小説
- 迷い猫オーバーラン！（2008年10月 - 2012年2月 スーパーダッシュ文庫 全12巻）
- パパのいうことを聞きなさい！（2009年12月 - 2016年7月 スーパーダッシュ文庫 全18巻＋後日談1巻）
- オトメ3原則！（2012年7月 - 2013年12月 スーパーダッシュ文庫 全6巻）
- はてな☆イリュージョン（2014年11月 - 2015年11月 ダッシュエックス文庫 全4巻）
- 不思議の島のエルザ 異世界家族漂流記（2016年1月 ダッシュエックス文庫）

### 共著
- メルヘン・メドヘン（2017年2月 - 2018年4月 ダッシュエックス文庫 全4巻）- 共著：StoryWorks
- はてな☆イリュージョンR（2019年8月 - ダッシュエックス文庫 既刊2巻）- 共著：StoryWorks

### 漫画原作
- 箱入りデビルプリンセス（2004年10月 - 2007年7月 CR comics 全6巻）- 松本真名義、作画：ネツマイカ
- カプレカ（2008年1月 - 2009年2月 CR comics 全3巻）- 松本真名義、作画：ネツマイカ

### ルポルタージュ
- 代表が代わった日（「40th COMIC MARKET CHRONICLE」有限会社コミケット、2015年8月）

### テレビアニメ
- クイーンズブレイド 流浪の戦士（2009年）シリーズ構成・脚本[13]
- 迷い猫オーバーラン！（2010年）原作・シリーズ構成
- パパのいうことを聞きなさい！（2012年）原作
- イクシオン サーガ DT（2012年 - 2013年）ストーリー原案協力
- メルヘン・メドヘン（2018年 - 2019年）原案・シリーズ構成
- はてな☆イリュージョン（2020年）原作

### ドラマCD
- 『迷い猫オーバーラン!ドラマCD 迷い猫同好会 南海の大決闘〜神秘の樹海に巨大生物の影を見たり見なかったり〜』2010年3月25日発売（フロンティアワークス）（脚本）
- 『ノーアニメ ノーライフ〜タワーアニメはあなたのためのお店です〜』2015年3月25日発売（タワーレコード）（脚本）

### ゲーム
- センチメンタルグラフティ2（2000年、シナリオ監督担当、NECインターチャネル）
- 夏色剣術小町（2000年、企画原案、NECインターチャネル、クリエイターズプロデュースユニットゴー）
- ラーゼフォン 蒼穹幻想曲（2003年、シナリオ担当、バンダイ）
- 涼宮ハルヒの並列（2009年、メインシナリオ担当、セガ）
- VALKYRIE DRIVE -BHIKKHUNI-（2015年、シナリオ担当、マーベラス）
- なないろ＊クリップ（2016年、企画・原作担当、ディーオー） - 脚本も北側寒囲名義で担当[14]